# نهر سونزا

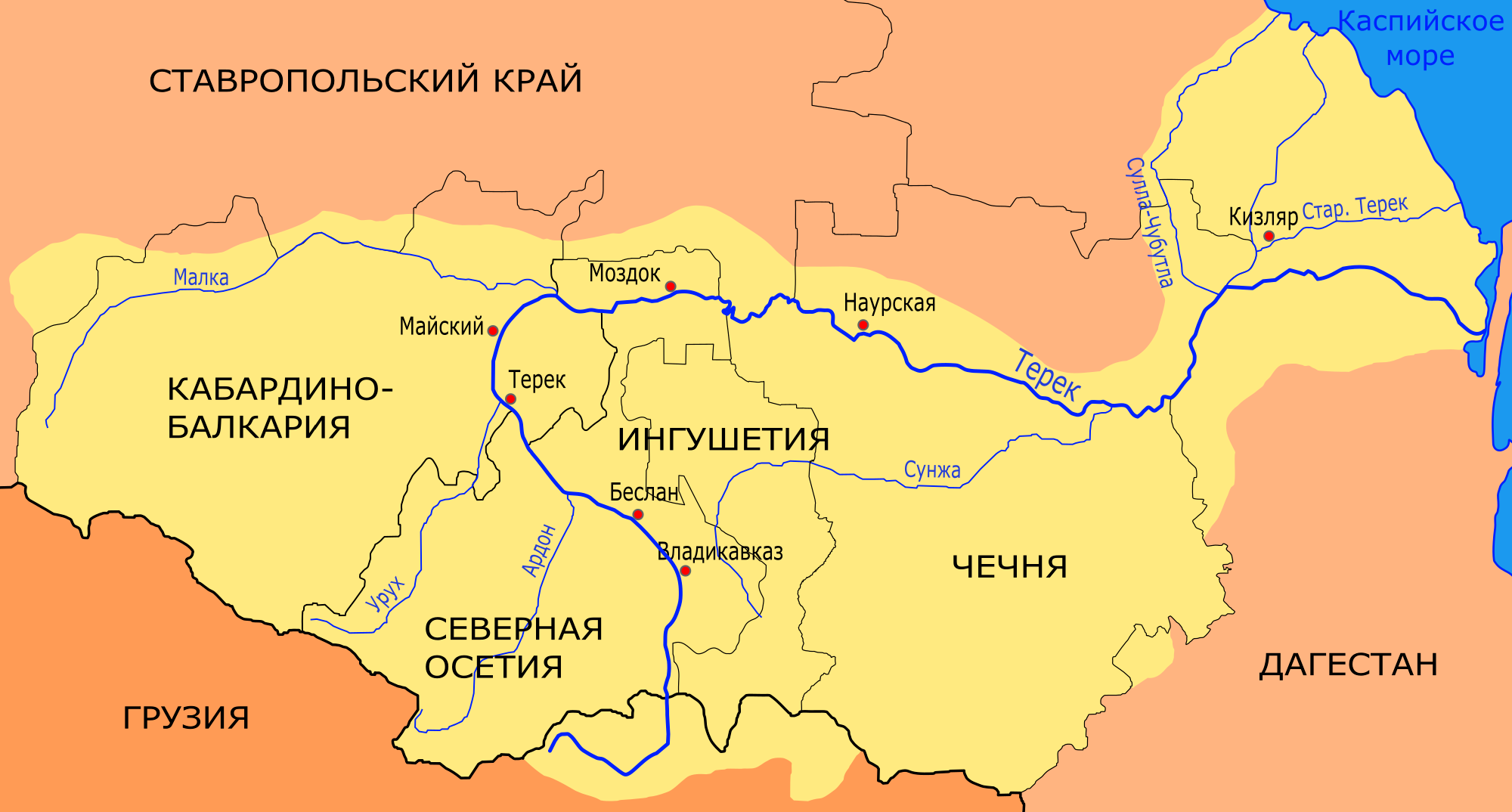
يمتد نهر سونزا من قرب فلاديكافكاز إلى قرب النقطة التي يتجه فيها تيريك إلى الشمال مما يؤدي إلى قطع المنحنى العظيم لـتيريك

سونزا ( (بالإنجليزية: Sunzha River)‏، (بالروسية: Су́нжа)‏ ،Ingush، (بالشيشانية: Соьлжа, Sölƶa)‏) هو نهر يقع في شمال أوسيتيا وإنغوشيتا والشيشان وروسيا، وهو أحد روافد نهر تيريك، حيثُ يتدفق شمال شرق داخل المنحنى الشمالي الغربي الكبير لنهر تيريك ويمسك معظم الأنهار التي تتدفق شمالًا من الجبال قبل أن يصل إلى تيريك، يصل طوله إلى 278 كيلومتر (173 ميل)، ويرتفع سونزا على المنحدر الشمالي للقوقاز الكبرى، وتكون روافده الرئيسية هي نهر آسا ونهر أرجون، وبـتعكر 3,800 غرام لكل متر مكعب (6.4 lb/cu yd) فهو يحمل 12.2 مليون طن من الطمي في السنة يتم استخدامه للري، المدن التي تطل على نهر سونزا تشمل نازران وكارابولاك وغروزني (عاصمة الشيشان) وغوديرميس، وخلال الحربين الأولى والثانية في الشيشان تسبب تدمير الخزانات البترولية في أن يصبح نهر سونزا ملوث بالنفط.